# Orthodontium infractum
Orthodontium infractum là một loài Rêu trong họ Bryaceae. Loài này được Dozy & Molk. mô tả khoa học đầu tiên năm 1844.